# 1310年代
| 千纪： | 2千纪                                                                                            |
| 世纪： | 13世纪 \| 14世纪 \| 15世纪                                                                       |
| 年代： | 1280年代 \| 1290年代 \| 1300年代 \| 1310年代 \| 1320年代 \| 1330年代 \| 1340年代                 |
| 年份： | 1310年 \| 1311年 \| 1312年 \| 1313年 \| 1314年 \| 1315年 \| 1316年 \| 1317年 \| 1318年 \| 1319年 |

## 大事记
- 北条氏灭。
- 1311年，元武宗海山卒，弟元仁宗愛育黎拔力八達嗣位。
- 1314年，蘇格蘭革命起，威廉瓦雷斯攻英格兰，決戰於班諾克本，英格兰軍大敗，蘇格蘭復國。
- 1315年，元仁宗立皇子碩德八剌為太子。
- 1317年，弘吉剌答己太后倖臣右丞相鐵木迭兒貪虐日甚，被免官。
- 1319年，鐵木迭兒復任太子太師。

## 逝世
- 1316年，郭守敬，元朝天文学家、太史令。